# Молекулярна дифузія
Молекулярна дифузія, або просто дифузія — це тепловий рух всіх (у рідині або газі) частинок при температурах вище абсолютного нуля. Швидкість цього руху залежить від температури, в'язкості рідини і розміру (маси) цих частинок. Дифузія пояснює потік молекул з області з більш високою їх концентрацією в область з меншою їх концентрацією. Після того, як концентрації в обох областях зрівняються, рух молекул не припиниться, але так як вже не буде градієнта концентрації, процес молекулярної дифузії заміниться на процес самодифузії, який виникає з хаотичного руху молекул. В результаті дифузії відбувається поступове перемішування матеріалу, поки розподіл молекул в області не стане однорідним. Оскільки молекули ще будуть знаходитися в русі, але рівновага вже буде досягнута, то цей результат молекулярної дифузії називають "динамічною рівновагою". У термодинамічній фазі з рівномірною температурою, при відсутності зовнішніх сил, що діють на частинки, дифузійний процес в кінцевому результаті призводять до повного їх перемішування.
Розглянемо дві системи; S1 і S2 які мають однакову температуру і здатні обмінюватися між собою молекулами. Якщо відбувається зміна потенціальної енергії системи; наприклад μ1>μ2, де μ - це хімічний потенціал, потік енергії буде відбуватися від S1 до S2, тому що природа завжди віддає перевагу низької енергії та максимальній ентропії.
Молекулярна дифузія зазвичай описується математично, використовуючи закони дифузії Фіка.

## Застосування
Дифузія має фундаментальне значення в багатьох напрямках фізики, хімії та біології. Деякі приклади застосування дифузії:
- Спікання для виробництва твердих матеріалів (порошкова металургія, виробництво кераміки)
- Конструювання хімічного реактору
- Виробництво каталізаторів в хімічній промисловості
- Створення різних сплавів сталі (наприклад, з вуглецем або азотом), щоб покращення його властивостей
- Легування при виробництві напівпровідників.

## Важливість

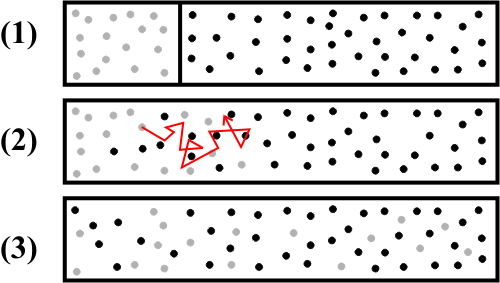
Схематичне представлення змішування двох субстанцій шляхом дифузії

Дифузія є одним з явищ переносу. Порівняно з іншими транспортними механізмами, молекулярна дифузія є повільнішою за них.

### Біологія
У клітинній біології, дифузія — це основний вид транспорту для матеріалів, такі як амінокислоти, всередині клітини. Дифузія розчинників через напівпроникну мембрану, таких як вода, класифікується як осмос.
Обмін речовин і дихання  —  ще один із процесів дифузії в біології. Наприклад, в альвеолах в легенях ссавців, через різницю парціальних тисків, крізь альвеолярно-капілярну мембрану кисень проникає в кров, а вуглекислий газ виходить назовні. Легені володіють великою площею поверхні для полегшення процесу газообміну.

## Само- і хімічна дифузія
Розрізняють два види дифузії:

Самодифузія на прикладі ізотропного трассеру радіоактивного ізотопу ^{22}Na

Приклад хімічної дифузії натрій хлориду у воді

- Самодифузія — це спонтанне перемішування молекул, яке відбувається при відсутності градієнту концентрації (або хімічного потенціалу).  Одним із методів вимірювання коефіцієнтів самодифузії є метод імпульсного градієнта поля (ІГП) для ЯМР, де немає ізотопних трассерів. У так званої ЯМР, цей метод використовує ядерну спінову прецесію фази, що дозволяє хімічно і фізично розрізняти абсолютно однакові види молекули, наприклад, молекули води. Коефіцієнт самодифузії води був визначений експериментально з високою точністю і, таким чином, він часто виступає опорним значенням для вимірювання цього показника для інших рідин. У самодифузії коефіцієнт для води має значення: 2.299·10-9 м2·с-1 при 25 °С і 1261·10-9 м2·с-1 при 4 °С.[2]
- Хімічна дифузія відбувається за наявності концентрації (або хімічного потенціалу) градієнта. Цей процес описується дифузійним рівнянням. Ця дифузія завжди збільшує ентропію системи і приводить її до стану рівноваги.

## Нерівноважні системи
Оскільки хімічна дифузія — транспортний процес, система, у якій вона відбувається, не є рівноважною системою (тобто не перебуває в спокої). Багато результатів класичної термодинаміки не легко застосувати для цих систем. Однак, іноді виникають так звані квазі-стаціонарні стани, де дифузійний процес не змінюється в часі, тому класичні результати можна там застосовувати. Але цей процес не перебуває в справжній рівновазі, так як система все ще розвивається.
Нерівноважні рідинні системи можуть бути успішно змодельовані за допомогою гідродинамічного коливання Ландау-Ліфшиця. В цій теоретичній основі, дифузія відбувається через флуктуації, розміри яких варіюються від молекулярного до макроскопічного масштабу.
Хімічна дифузія збільшує ентропію системи, тобто дифузія — спонтанний і незворотний процес. Частинки можуть розповсюджуватися шляхом дифузії, але не спонтанно змінити своє місце в системі при відсутніх змін в системі.

## Концентраційна залежність "колективної" дифузії
Колективна дифузія  — це дифузія великого числа частинок, найчастіше всередині розчинника.
Всупереч броунівського руху, в якому розглядається взаємодія між різними частинками, вони утворюють ідеальне поєднання з розчинником (ідеальне поєднання стану відповідає випадку, коли взаємодія між розчинником і частинками є ідентичними взаємодіям між частинками і взаємодіями між молекулами розчинника; в цьому випадку частинки не взаємодіють, коли вони знаходяться всередині розчинника).
У разі ідеального поєднання, частина рівняння дифузії є вірною і коефіцієнт дифузії D та швидкість дифузії у цій частині рівняння є незалежним від концентрації частинок. В інших випадках, в результаті взаємодії між частинками в розчиннику, виникають наступні ефекти:
- коефіцієнт дифузії D в рівнянні дифузії стає залежним від концентрації. При притягувальній взаємодії між частинками, коефіцієнт дифузії має тенденцію до зниження, якщо концентрація збільшується. При відштовхуючій взаємодії між частинками, коефіцієнт дифузії збільшується, якщо концентрація теж збільшується.
- У разі притягувальної взаємодії між частинками, вони мають тенденцію злипатися і утворюють кластери, якщо їх концентрація знаходиться вище певного певної величини. Це еквівалентно преципітації хімічної реакції.

## Молекулярна дифузія газів
Транспортування матеріалу у нерухомому газі або через потік газу в ламінарному потоці відбувається шляхом молекулярної дифузії. Нехай є два відсіки, відділені перегородкою, в яких знаходять гази A і B. Випадковий рух молекул відбувається таким чином, що через деякий період молекули знаходяться далеко від своїх початкових позицій. Якщо перегородка відсутня,то деякі молекули рухаються в бік області, зайнятої газом B і їх кількість залежить від числа молекул в момент розгляду. Одночасно, молекули газу B рухаються туди, де раніше були молекули А. Через певний час відбувається повне змішування. До цього, поступове зміна концентрації відбувається вздовж осі, позначається x, яка приєднується до початкових відсіків. Цей варіант можна виразити математично як -dCA/dx, де CА - концентрація газу А. Знак мінус виникає тому, що концентрація зменшується при збільшенні x. Аналогічним чином виражаються зміни в концентрації газу B як -dCB/dx. Швидкість дифузії молекул А, NА, залежить від градієнта концентрації і середньої в'язкості, з якою молекули переміщається в напрямку x. Цей зв'язок виражається законом Фіка
{\displaystyle N_{A}=-D_{AB}{\frac {dC_{A}}{dx}}}
де D — коефіцієнт дифузії A через B, який залежить від температури і тиску газів. Швидкість дифузії NА, як правило, виражається як кількість молей, який проходить через одиницю площі в одиницю часу. Як і у випадку з основним рівнянням теплопередачі, це означає, що швидкість прямо пропорційна градієнту концентрації.